# Ла Коста (Савона)
Ла Коста је насеље у Италији у округу Савона, региону Лигурија.
Према процени из 2011. у насељу је живело 24 становника. Насеље се налази на надморској висини од 424 м.